# لولاكي 3 (مسرحية)
لولاكي 3، مسرحية كويتية كوميدية، معدة من الأدب الفرنسي من نص (لعبة الحب والفرصة) للمؤلف ماريفو من بطولة عبد الرحمن العقل، أحمد الفرج، هبة الدري والشكل الفني مستوحي من إبداعات الكاتب الكويتي القدير محمد لرشود ومن إخراج محمد الحملي والإخراج التلفزيوني عادل الموسوي.

## ادوار البطولة
- عبد الرحمن العقل
- أحمد الفرج
- هبة الدري
- نورة العميري
- محمد الحملي
- مبارك المانع
- فهد البناي